# Manica
Manica é uma cidade da província de Manica, em Moçambique, situada a 30 km da fronteira do Zimbabwe. É a sede do distrito do mesmo nome e também desde 1998 um município com um governo local eleito. A povoação foi elevada a cidade em 5 de Dezembro de 1972.
De acordo com o censo de 1997, a cidade de Manica tinha 28 568 habitantes.

## Infraestrutura

### Transportes
Outra facilidade logística importante é o Caminho de Ferro de Machipanda (ou de Beira-Bulavaio), que a conecta ao porto da Beira. A cidade possui uma das mais importantes estações desta ferrovia.
A cidade é atravessada pela estrada Rodovia Transafricana 9 (TAH9/N6), que a liga à Harare, no Zimbábue, e ao Chimoio e Beira.

### Educação
A cidade de Manica é a sede da Universidade Púnguè (UniPúnguè), uma das instituições de ensino superior públicas do país. Outro campus universitário na localidade é da Escola Superior de Jornalismo.